# Brumbung (Kepung)
Brumbung is een bestuurslaag in het regentschap Kediri van de provincie Oost-Java, Indonesië. Brumbung telt 5290 inwoners (volkstelling 2010).